# Jimmy Fox
James Kent Fox (Cleveland, Ohio; 24 de agosto de 1947) es un músico estadounidense conocido sobre todo por ser el baterista de James Gang, así como el fundador de la banda y su homónimo. Es el único miembro del grupo que ha actuado en todas sus versiones. Se unió a un grupo de rock y R&B de Cleveland, mayoritariamente instrumental, llamado Starfires cuando estaba en el instituto y también siguió siendo miembro de su banda sucesora, The Outsiders.

## Educación
Fox aprovechó la oportunidad de estudiar batería en la escuela cuando estaba en cuarto curso. Comenzó con un par de baquetas y una almohadilla de práctica, y también tuvo la oportunidad de recibir instrucción de un director de banda de secundaria cada semana. Como recordó en una entrevista, empezó a tomar clases de teoría musical en el Cleveland Music School Settlement cuando tenía unos siete u ocho años.
"Fueron muy valiosas para mí porque, además de lo que aprendí allí. Yo ya aspiraba a ser batería", dice Fox. "Pero mi padre estaba totalmente en contra, prefería que eligiera un instrumento 'musical'". El mayor de los Fox tenía buenas razones para ser cauto: había sido violinista y vocalista profesional de la orquesta de Paul Whiteman, con quien trabajó en Los Ángeles y también de gira en los años veinte.
Con la ayuda de su instructor en el Settlement, consiguió hacer cambiar de opinión a su padre, quien le ayudó a encontrar más recursos educativos para desarrollar sus habilidades interpretativas.
"Mi padre investigó el panorama docente local y encontró un profesor particular de batería que se dedicaba tanto a la música clásica como a la popular, así como a los fundamentos del jazz", cuenta. "Esto fue muy beneficioso para mí porque me permitió recibir una educación completa no sólo en batería, sino en todos los instrumentos de percusión, incluidas las mazas (marimba, xilófono, etc.) y los timbales".

## Carrera
Además de su trabajo con James Gang, ha colaborado en sesiones con Eric Clapton, B.B. King, Stephen Stills y Chuck Mangione.
En 2016 se publicó Sunday Morning Revival, una jam session libre que se grabó un domingo por la mañana en la primavera de 1967 y que se bautizó décadas más tarde como Schwartz-Fox Blues Crusade. Fox y otros dos miembros de la James Gang, el guitarrista Glenn Schwartz y el bajista Tom Kriss, se reunieron con Bill "Mr. Stress" Miller (voz/armónica), Rich Kriss (guitarra/voz) y el pianista Mike Sands en un pequeño estudio de grabación con vistas al lago Erie. Un arraigado amor por el blues unió a esta agrupación de músicos de Cleveland. Se dedicaron a tocar una selección de estándares de Sonny Boy Williamson II ("Ninety Nine", "Dissatisfied"), Muddy Waters ("Long Distance Call"), Elmore James ("Dust My Broom"), Willie Dixon ("Evil"), entre otros. Como Fox recordaría en una entrevista en el momento de la publicación de la colección por Smog Veil Records, sus intenciones eran puras. "Estábamos inmersos en el blues y pensé: 'Vaya, ¿no sería genial grabar algo de esto?".
Fox actuó recientemente con la James Gang en el concierto VetsAid en Columbus, Ohio, el 13 de noviembre de 2022.

## Colección de matrículas
Es un ávido coleccionista de matrículas de automóviles, funcionario de la Automobile License Plate Collectors Association (Asociación de Coleccionistas de Matrículas de Automóviles) y autor de la obra publicada más destacada dentro de la afición, License Plates of the United States (Matrículas de Estados Unidos), que se publicó inicialmente en 1994.
Fox empezó a interesarse por las matrículas en 1954, cuando tenía siete años, y llegó a tener una colección de 30.000 matrículas. Sus admiradores y amigos siempre sentían curiosidad por su afición. "No todo el mundo puede apreciar las sutilezas de un viejo trozo de acero oxidado", escribió en su libro. Aunque dejó de coleccionar durante un breve periodo de tiempo a principios de los 60, cuando se centró en sus aspiraciones musicales y en tocar la batería, no fue un cambio permanente. A finales de los 60, cuando se puso a trabajar como músico de gira, no tardó en redescubrir su amor por las matrículas.
Aunque su libro sólo abarca la historia de las matrículas de Estados Unidos, los intereses de Fox van mucho más allá y le gusta coleccionar matrículas inusuales de otros países y "todo tipo de matrículas" de otras partes del mundo. Residente en Cleveland, posee una colección de unas mil matrículas y sigue participando activamente en el mundillo.